# Élection pontificale de 1268-1271

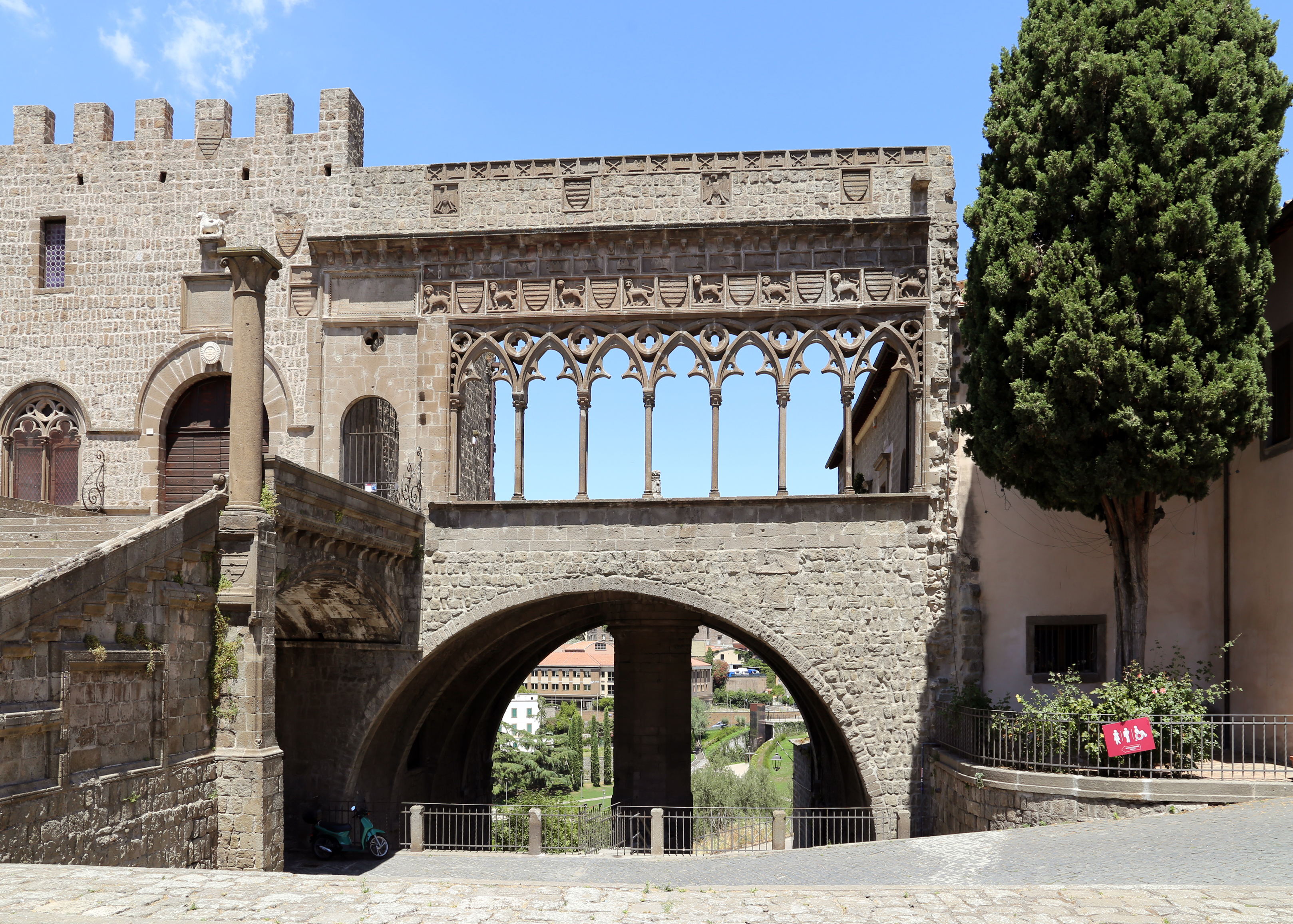
Palais des papes de Viterbe, lieu de l'élection. Le toit est ôté pour contraindre les cardinaux d'élire rapidement un nouveau pape.

L'élection pontificale de 1268-1271 est celle par laquelle les cardinaux de l'Église catholique romaine élisent un pape à la succession de Clément IV, mort le 29 novembre 1268. Il s'agit de l'élection la plus longue de l'histoire de la papauté. La période de sede vacante dure en effet deux ans et huit mois, ou 1 006 jours précisément, s'achevant le 1er septembre 1271 par l'élection de Tebaldo Visconti qui prend le nom de Grégoire X. Cette longue élection allait provoquer une réforme de la tenue des élections, aboutissant aux procédures de conclave que nous connaissons aujourd'hui,.

## Histoire
L'élection a lieu au palais des papes de Viterbe. Les cardinaux sont divisés entre français, majoritaires, et « les autres, principalement italiens », suffisamment nombreux pour s'assurer qu'aucun candidat français n'obtienne la majorité des deux tiers requise. Il y a vingt cardinaux au moment de la mort de Clément IV, mais l'un d'eux, Raoul de Grosparmy, évêque d'Albano, ne prend aucunement part à l'élection ; légat apostolique en France, il prend part à la huitième croisade en 1270, et y meurt de la peste. Parmi les dix-neuf cardinaux qui participent à l'élection, l'un, Enrico Bartolomei di Susa, évêque d'Ostie, « vieux et malade », démissionne le 8 juin 1270. Deux autres décèdent semble-t-il pendant l'élection : l'Italien Giordano Pironti, mort en octobre 1269, et István Báncsa, premier cardinal hongrois, évêque de Palestrina, mort à une date incertaine (les sources semblant contradictoires).
Excédés par l'incapacité des cardinaux de s'entendre sur l'élection d'un pape, les habitants de Viterbe, vers mai ou juin 1270, enferment ces derniers, d'où le mot 'conclave' (cum clave, « avec une clef »). Cette mesure s'avérant insuffisante, « les villageois tentèrent de les affamer », les réduisant au pain et à l'eau, puis auraient retiré le toit du palais pontifical, pour accroître autant que possible l'inconfort de ses occupants,. Face à ces contraintes, et soumis à « la pression croissante de Philippe III, nouvellement couronné roi de France », les cardinaux ne parviennent toujours pas à s'accorder sur un nouveau pape, mais décident de déléguer ce choix à un comité restreint composé de six d'entre eux : Simone Paltineri, Guy de Bourgogne, Riccardo Annibaldi, Ottaviano Ubaldini, Giovanni Orsini, et Giacomo Savelli. Le jour même, le 1er septembre 1271, leur choix se porte sur Tebaldo Visconti. Fait inhabituel, celui-ci n'est ni cardinal ni prêtre. Il est archidiacre, et se trouve à ce moment-là à Acre en Palestine, où il participe à la neuvième croisade avec le prince Édouard, fils aîné du roi Henri III d'Angleterre. Il arrive à Viterbe le 12 février 1272, où il accepte formellement le pontificat et devient le pape Grégoire X. Il se rend ensuite à Rome le 13 mars, où il est ordonné évêque le 27 mars.
En juillet 1274, pour éviter que ne se reproduise un tel blocage parmi les cardinaux, il s'inspire de la méthode mise en œuvre par les habitants de Viterbe, et proclame la bulle Ubi periculum, qui institue la méthode du conclave pour les élections pontificales à venir. Désormais, les cardinaux seront enfermés, isolés du monde extérieur, et, s'ils ne parviennent pas à une décision au terme de huit jours, réduits au pain, au vin et à l'eau.